# Moka (cafetière)
Pour les articles homonymes, voir Moka.

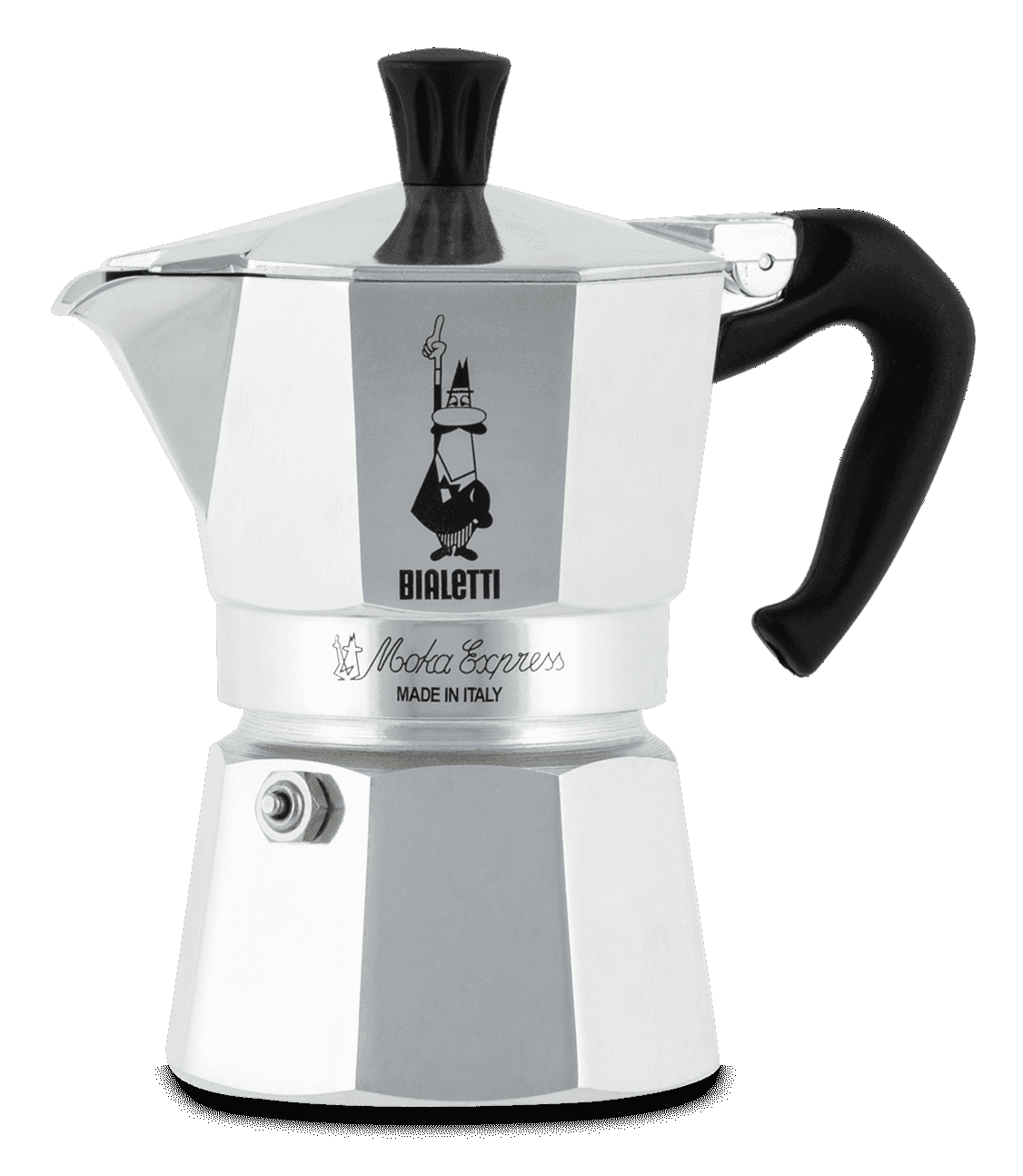
Moka Express.

Processus de fonctionnement de la cafetière moka

La cafetière moka, appelée aussi cafetière italienne ou macchinetta (littéralement « petite machine »), est une cafetière pour cuisinière, qui utilise la dilatation de l’air chaud pour préparer du café. Brevetée par Alfonso Bialetti sous le nom de Moka Express en 1933, l'entreprise Bialetti continue à produire la cafetière Moka Express.
Cette cafetière est principalement utilisée en Europe et est devenue un objet design exposé dans des musées d'arts modernes comme le Science Museum à Londres. Ces cafetières sont vendues en différentes capacités, de 1 à 18 tasses de 50 ml. Le modèle original est fait d'aluminium avec des poignées en bakelite.

## Design

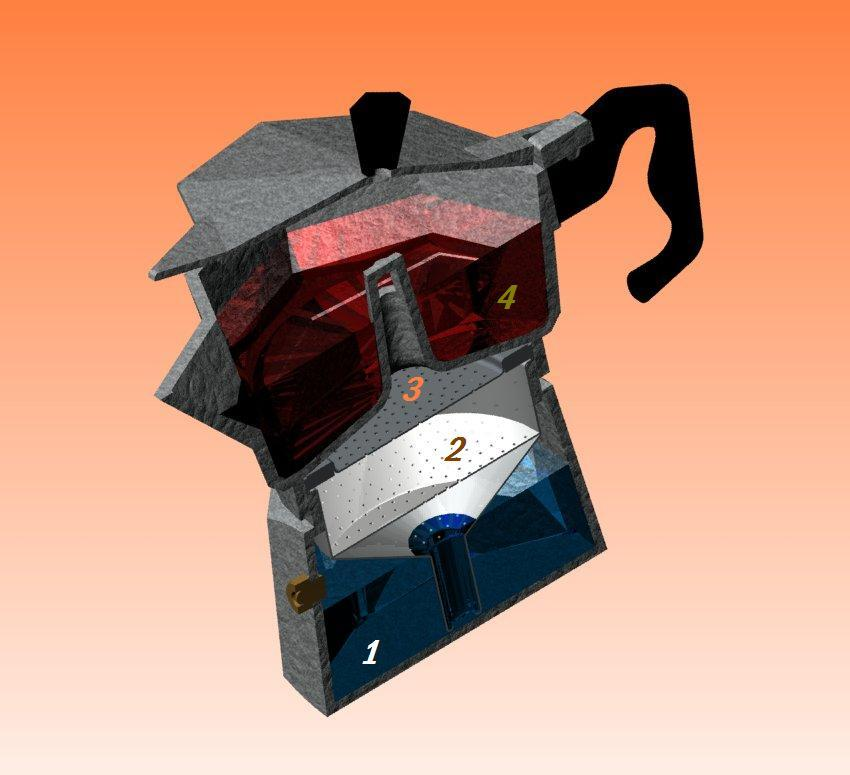
Vue en coupe : L'eau en attente de chauffage (1).
Le café est prisonnier entre deux grilles (2).
Le café infusé remonte par la cheminée (3).
La boisson se déverse dans la verseuse (4).

Bialetti a probablement été influencé par les designers contemporains comme Hoffmann, Puiforcat, Genazzi et Henin pour concevoir la cafetière Moka ; il conçoit une cafetière dont le corps comporte huit facettes. Depuis sa création, la cafetière Moka est la cafetière la plus connue mondialement et a été citée dans le Guinness Book des Records. Le design a aussi inspiré des designers modernes comme Julian Lwinet avec son jeu de tables et de chaises « Dr Octagon Espresso ». Des cafetières respectant ce design sont encore vendues en 2020.
L'utilisation de l'aluminium pour fabriquer le corps de la cafetière est un concept nouveau, l'aluminium n'étant jusqu'alors pas un matériau utilisé habituellement pour des objets courants.

## Impact socio-économique
L'invention de la cafetière Moka a transporté l'expresso des cafés vers les maisons. Avant cette cafetière, seules les personnes aisées pouvaient avoir de l'expresso à domicile car les machines à expresso de qualité étaient chères et utilisées par les baristi. La cafetière Moka Express a remplacé les cafetières de la fin du XIXe siècle comme la Napoletana et la Milanese.

## Fonctionnement

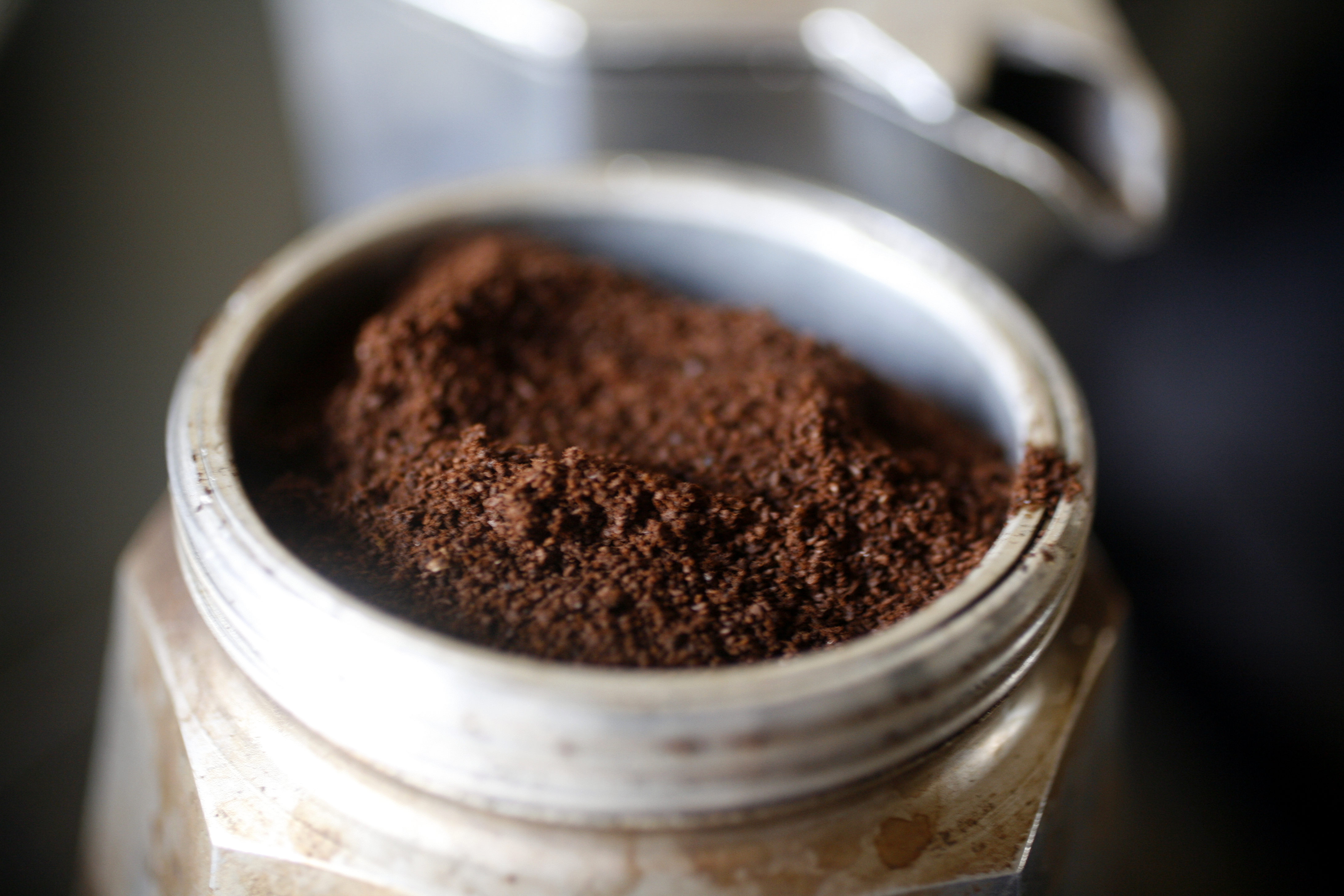
Réceptacle contenant du café moulu.

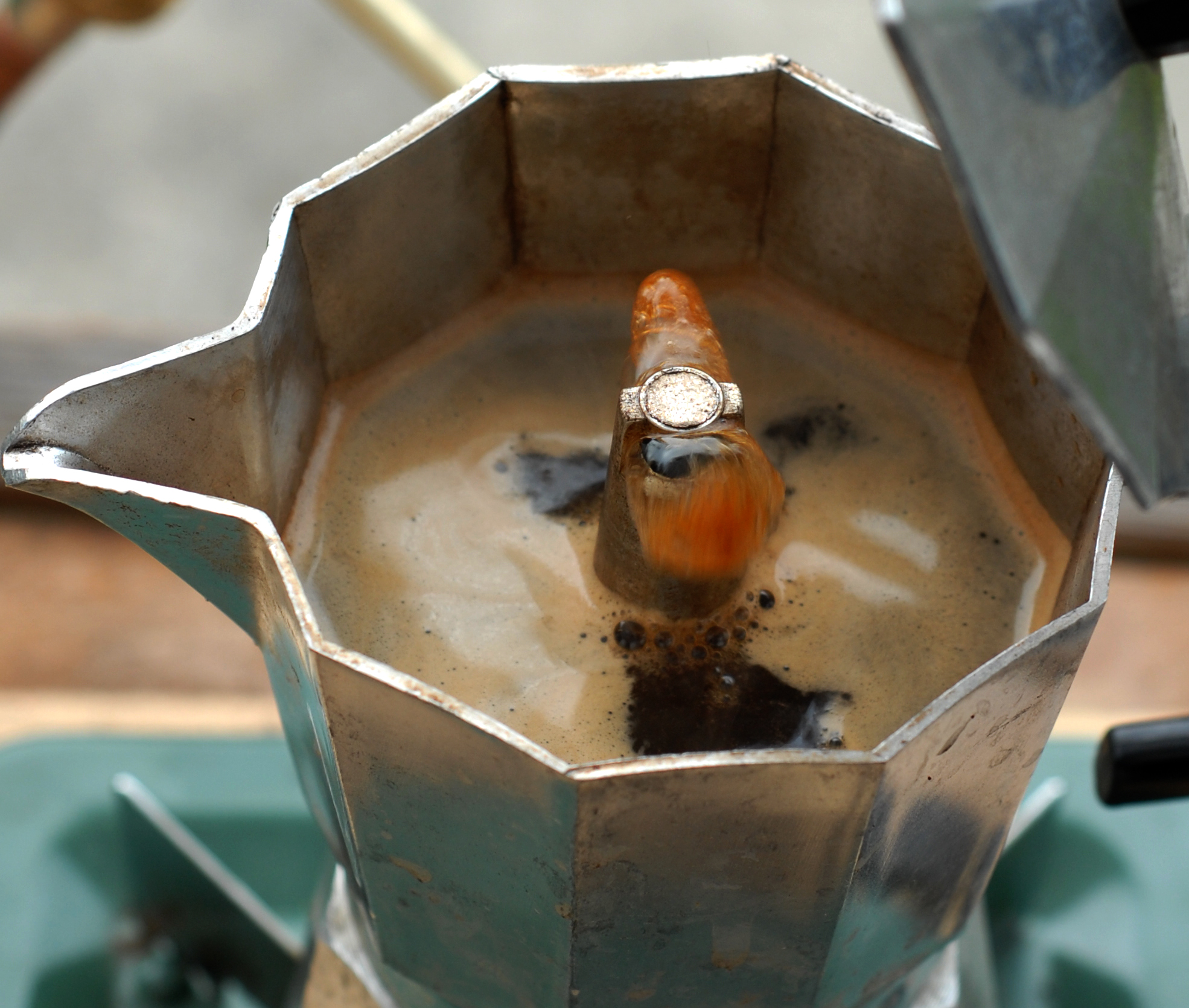
Le café monte dans la partie supérieure.

Après avoir rempli le réservoir d'eau jusqu'à la soupape de sécurité, le filtre en forme d'entonnoir est inséré dans le réservoir. Puis le filtre est rempli de café moulu. La partie supérieure de la cafetière qui comporte également un filtre dans sa partie basse est vissée à la base. Par chauffage de la cafetière, l’air au dessus de l'eau se dilate, ce qui fait monter la pression. Environ la moitié du volume d'eau passe dans le café à 70°C ou moins et l'autre moitié entre 70°C et 95°C, température idéale pour l'extraction du café.
Un joint assure l'étanchéité du système ce qui permet à la pression d'augmenter dans la partie inférieure. À mesure que la pression dans le réservoir d'eau augmente, l'eau est poussée dans l'entonnoir, puis à travers le café moulu, pour enfin atteindre la partie supérieure où le café est collecté. Quand le réservoir est presque vide, des bulles de vapeur produisent dans le courant d'eau montant un bruit de gargouillis caractéristique.
Comme pour les autres types de cafetières, la cafetière Moka ne devrait pas être laissée sur la source de chaleur jusqu'à ce que le café bouille, la cafetière devrait être enlevée juste avant l'apparition des bruits, quand environ la moitié de la chambre supérieure est remplie. Sans cela, on risque de "brûler" le café et de faire apparaître des goûts désagréables.
Il est conseillé de dévisser légèrement la cafetière encore chaude pour ne pas laisser le joint comprimé.

## Comparaison avec d'autres machines

### Avec le café filtre
La saveur du café produit par une cafetière moka dépend grandement de la variété du grain, de la torréfaction, de la température de chauffe, et aussi de la mouture : il est conseillé d'utiliser du café moulu plus fin (pour le café acheté moulu, ce critère est généralement précisé sur le paquet). Du fait de la pression, l'eau reste liquide à une température supérieure à 100 °C ; celle-ci passant plus rapidement à travers la mouture, le café obtenu contient plus d'arômes volatils et moins de caféine (molécule massive) que celui obtenu avec un filtre.

### Avec les machines à expresso
Les cafetières Moka ont un ratio d'extraction du café similaire à celui des machines à expresso. En fonction du café utilisé, les cafetières Moka peuvent produire la même mousse que les machines à expresso.

## Entretien
Il est nécessaire de changer régulièrement le joint d'étanchéité des cafetières moka et de vérifier que la soupape de sécurité n'est pas bloquée.
Après utilisation, une fine couche de résidus huileux de café reste à l'intérieur des tiges, du filtre et de la chambre supérieure. Il est recommandé de laisser cette pellicule qui sépare le liquide des parois en aluminium qui donnent un goût métallique au café. Les cafetières Moka doivent être nettoyées avec de l'eau chaude ou bouillante mais pas avec du savon ou du détergent pour ne pas ôter cette pellicule.

## Variations et marques
Les cafetières Moka sont habituellement fabriquées en aluminium pour être utilisées sur un feu ou sur une cuisinière électrique. Des modèles existent également en acier inoxydable.

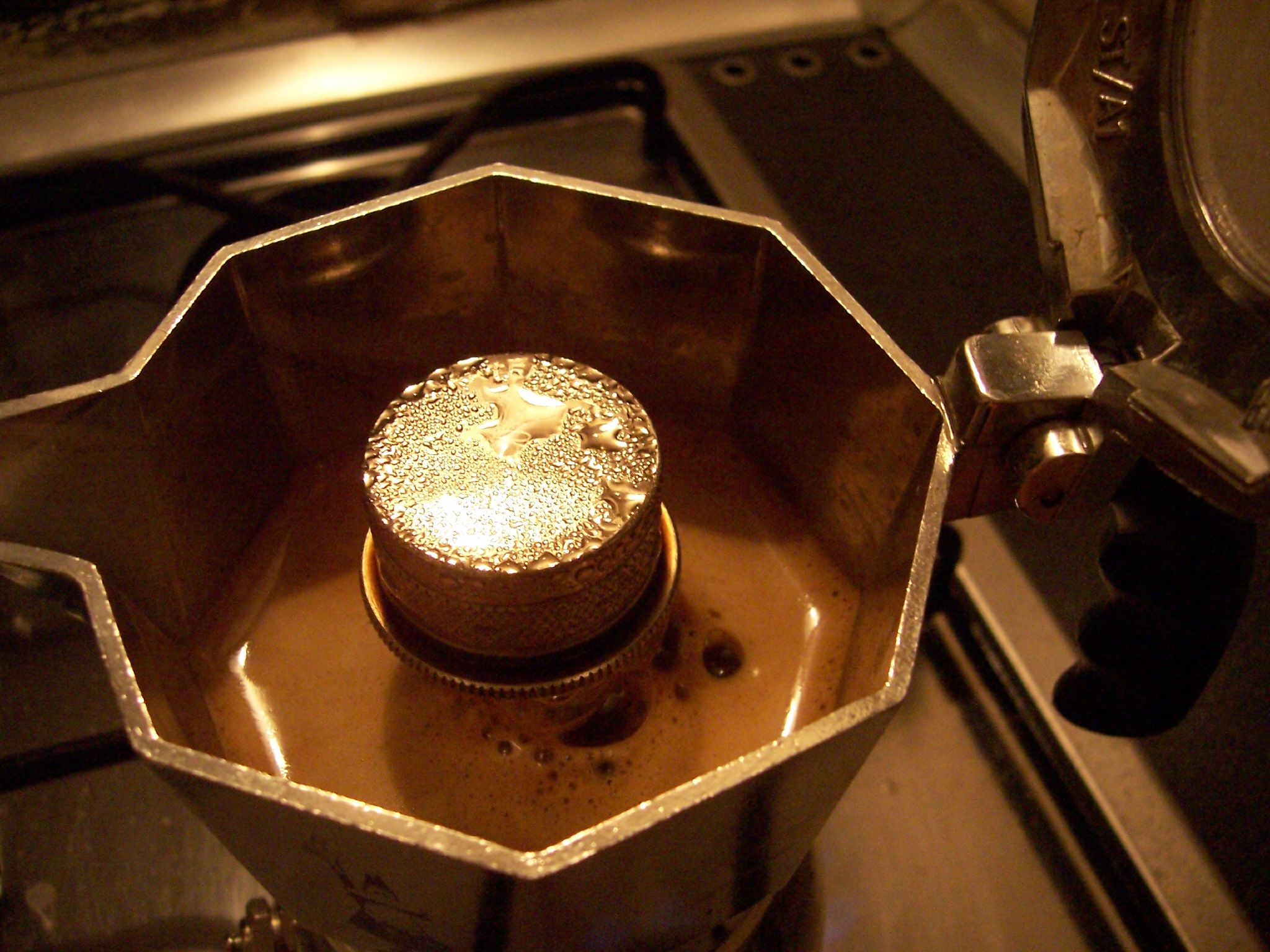
Brikka.

Brikka est une cafetière Moka modifiée produite par Bialetti. Cette cafetière incorpore un mécanisme de verrouillage sur le dessus de la buse qui permet à la pression de monter dans le réservoir à la manière des autocuiseurs et d'atteindre une température d'extraction encore plus élevée.
Mukka Express est une cafetière Moka modifiée également produite par Bialetti. Cette cafetière permet de chauffer et de mélanger du lait au café. Le nom Mukka provient de l'italien mucca qui signifie vache.
Bellman produit une cafetière Moka, la « CX-25 », qui opère à une pression plus élevée et est capable de produire de la crème. Cette cafetière dispose également d'un mousseur pour faire mousser des liquides comme le lait pour le cappuccino.
Une cafetière analogue à la Moka de Bialetti est proposée par Pezzetti, dont les pièces de rechange sont utilisables pour la Bialetti.

### Crédit d'auteurs
- (en) Cet article est partiellement ou en totalité issu des articles intitulés en anglais « Moka (coffee pot) » (voir la liste des auteurs) et  « Alfonso Bialetti » (voir la liste des auteurs).